# Pierre Auguste Veyssier
Pierre Auguste Veyssier, né le 11 août 1828 à Bordeaux et mort le 19 août 1890 à Saint-Chéron (Essonne), est un peintre français.

## Biographie
Pierre Auguste Veyssier est le fils de Jean Baptiste Veyssier, menuisier, et de Marie La Courrière.
En 1857, il épouse Léonie Désirée Marie Claire Davanne, Léon Cogniet est témoin du mariage.
Élève de Léon Cogniet, il expose au Salon de 1870 à 1887.
Il meurt à l'âge de 62 ans à Saint-Chéron (Essonne).

## Participation aux Salons parisiens
- Une Aumône, au Salon de 1870
- Un Fait-divers, au Salon de 1877
- Un Ouvrage en cachette, au Salon de 1880
- Une Veuve, au Salon de 1885
- Marguerite, au Salon de 1887